# Tucidide (politico)
Tucidide, figlio di Melesia del demo di Alopece (in greco antico: Θουκυδίδης?, Thoukydídēs; Atene, V secolo a.C. – ...), è stato un politico ateniese.
Da non confondere con l'omonimo e più celebre storico, suo contemporaneo e concittadino.

## Biografia
Tucidide, appartenente alla potente famiglia aristocratica dei Filaidi e quindi parente di Cimone, dopo la morte di quest'ultimo gli succedette come principale oppositore di Pericle. I suoi contrasti con Pericle stesso, dovuti alla funzione di guida della fazione conservatrice che Tucidide aveva assunto dopo il 449 a.C., anno probabile della morte di Cimone, lo portarono ad essere ostracizzato probabilmente nel 443 a.C., salvo poi fare ritorno in Atene dieci anni più tardi, concluso il periodo di allontanamento.
Possibile dunque che l'ondata di accuse che coinvolsero Pericle e il suo 'entourage' (il filosofo Anassagora, la moglie Aspasia, l'amico Fidia) nel 433-432 a.C. sia legata al ritorno in città di un così potente oppositore come Tucidide di Melesia.